# Panschwitz-Kuckau
Schmölln-Putzkau (tiếng Sorbia: Smělna-Póckowy) là một đô thị ở huyện of Bautzen, in Sachsen, Đức. Đô thị Panschwitz-Kuckau có diện tích 32,94 km², dân số thời điểm ngày 31 tháng 12 năm 2006 là 3393 người.